# Cirrostrato
Los Cirrostratos son un tipo de nubes altas caracterizadas por estar compuestas de cristales de hielo y frecuentemente por la producción del fenómeno óptico halo. 

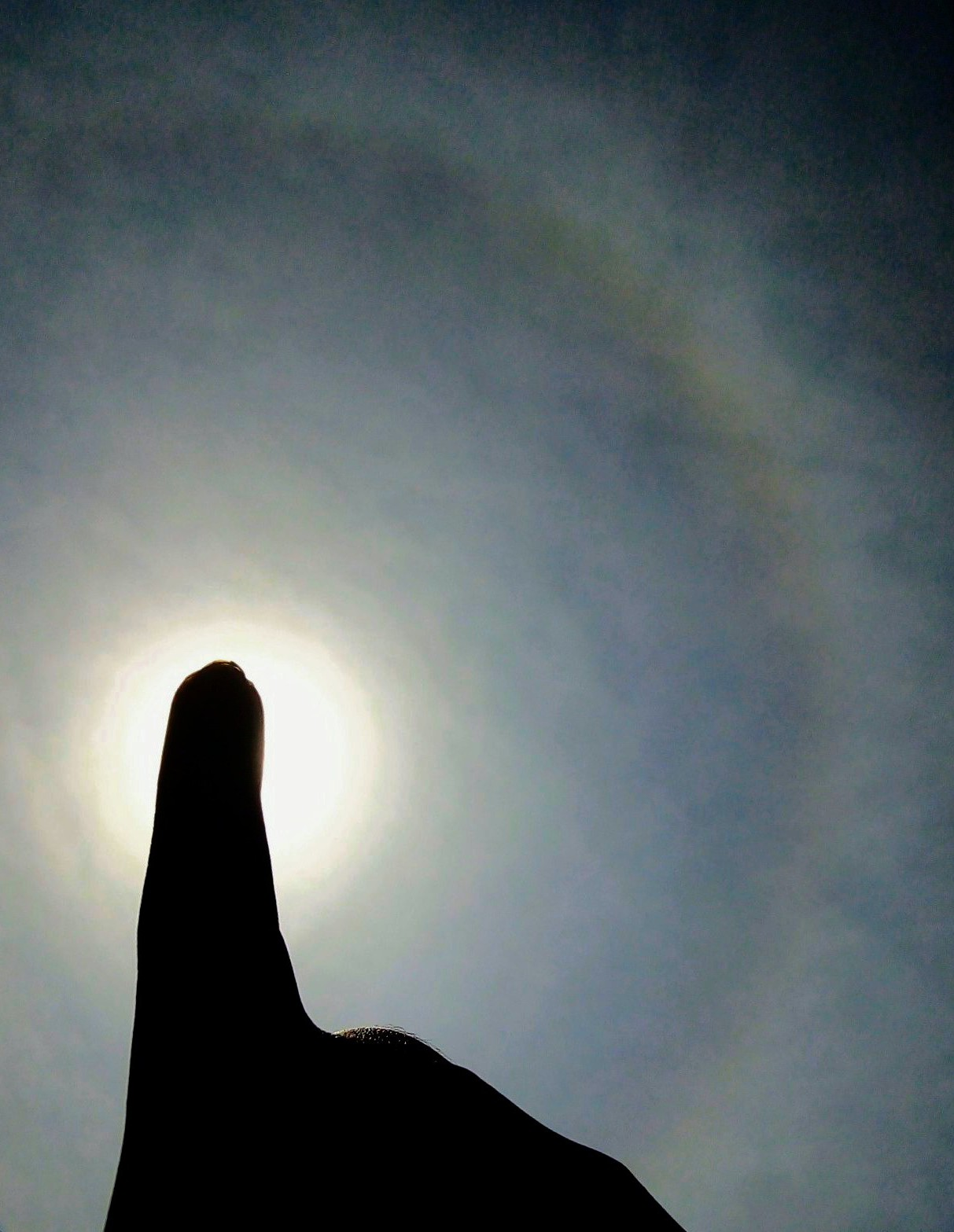
Nubes cirrostrato causando un halo solar.

Suelen aparecer como velos blanquecinos y, a menudo, fibrosos; cubren todo el cielo o gran parte de este. Son nubes de gran altitud: de 6 a 12 km. 
Se comparan los Cirrostratos con otras nubes estratos formadas a altitudes medias, es decir nubes medias : Altoestratos, Nimboestratos, y las de bajas altitudes: Stratus. Los Cirroestratos son signo de precipitación en las siguientes 12 horas
¿Porqué anuncian precipitación en las próximas horas?
Las nubes Cirrostratos pueden anunciar frentes  porque significa que se ha condensado aire cálido (se ha formado un  frente), comúnmente se asocian estas nubes con un frente cálido, que por su naturaleza, forma primero nubes de alta altitud (Cirros y Cirrostratos), y luego forma gradualmente nubes de más baja altitud que sí pueden tener precipitaciones, acercándose conforme avanza el  frente.
A diferencia de las nubes Cirros, los Cirrostratos suelen anunciar precipitaciones que están más próximas, pues tienen más cristales de hielo condensados a una altitud un poco menor, lo cual significa que el  frente ha avanzado y que a elevado ya aire cálido a menores alturas, a lo cual ha podido desarrollar las siguientes fases del  frente (ha podido desarrollar nubes de vapor de agua con mayor potencial de precipitaciones).

## Formación
Las nubes Cirrostratos se forman cuando las nubes Cirros se expanden y extienden horizontalmente, graudualmente cubriendo el horizonte. El crecimiento se lleva a cabo cuando se condensan más cristales de hielo provenientes del aire caliente ascendente de capas de más baja altitud.

### Importante
Resaltar que, el yunque de las nubes  Cumulonimbus no tiene nubes Cirrostratos, sino que es el crecimiento horizontal que tuvo la parte superior de las  Cumulonimbus expandiéndose con la dirección del viento, se puede asemejar, pero en términos meteorológicos eso no es un Cirrostrato.

## Tipos y sus variantes
Todos los Cirrostratos tienen un tipo y una variante. 

### Cirrostratus fibratus
Se forman cuando la altura a la que se forman tiene vientos lo suficientemente fuertes como para generar esa apariencia estirada.
Su formación puede significar que el posible frente cálido está avanzando rápidamente y su llegada podría acelerarse.

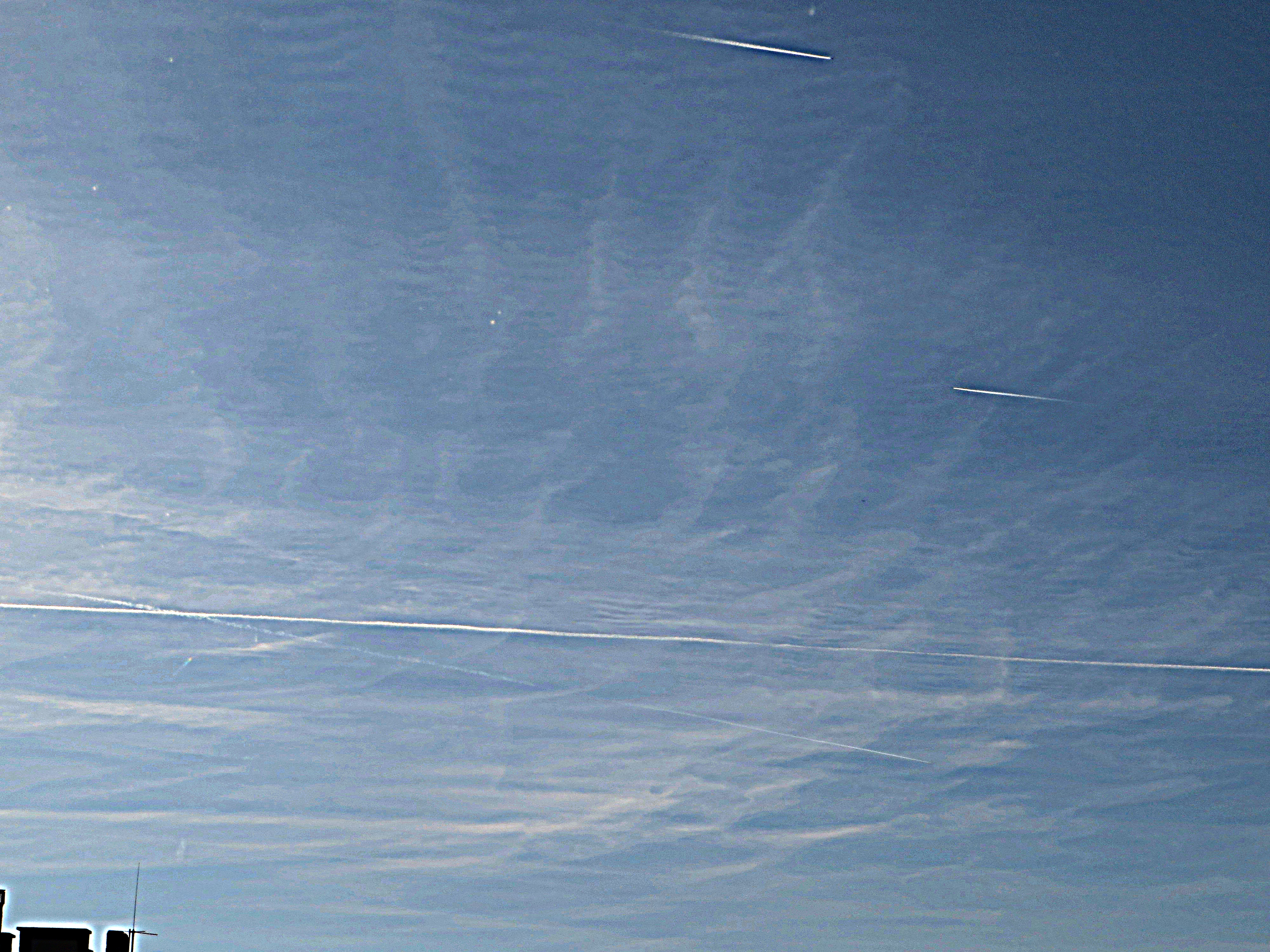
Cirrostratus fibratus undulatus.

### Cirrostratus nebulosus
Es una capa uniforme con un aspecto suave y delgado, esta es difícil de distinguir o incluso invisible.
Se forma cuando el área en el que se condensa es estable y con el viento al nivel adecuado como para que los cristales de hielo que se condensan se distribuyan de manera uniforme para formar la capa mencionada.
Sin embargo, estos siguen relacionándose con frentes cálidos

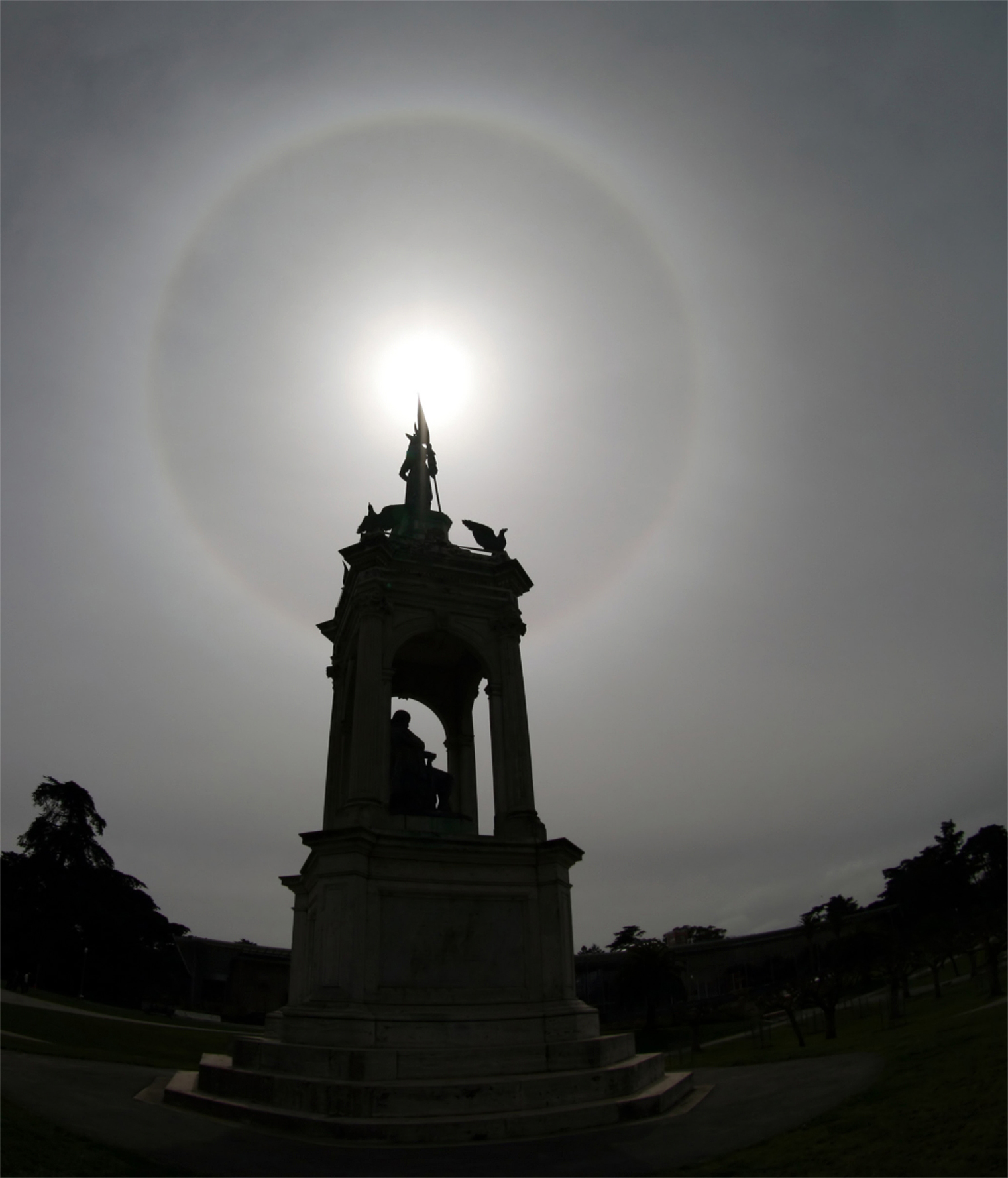
Cirrostratus nebulosus sobre San Francisco

### Variantes

#### Cirrostratus undulatus
Se forman cuando la cizalladura del viento (Cambios bruscos en la dirección y velocidad del viento) es alta en el área donde se condensan, provocando formas onduladas o en bandas.

#### Cirrostratus duplicatus
Se forman cuando la condensación del Cirrostratus es de tal forma que las capas características de los Cirrostratus se van condensando y apilando una por una. Así generando la reconocida forma.
A diferencia de la otra variante, esta es poco común y puede ser difícil de identificar.

## Galería

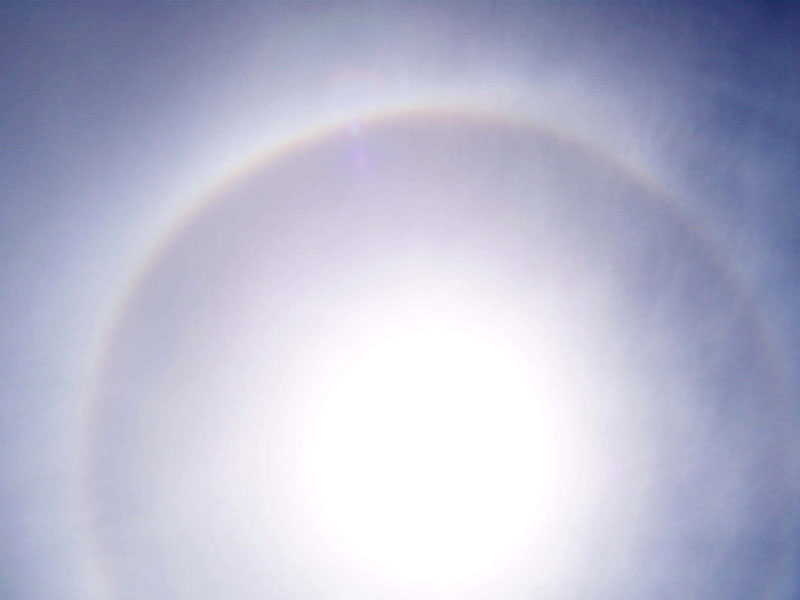
Cirrostrato con inmenso halo, imagen tomada desde tierra sin zoom.
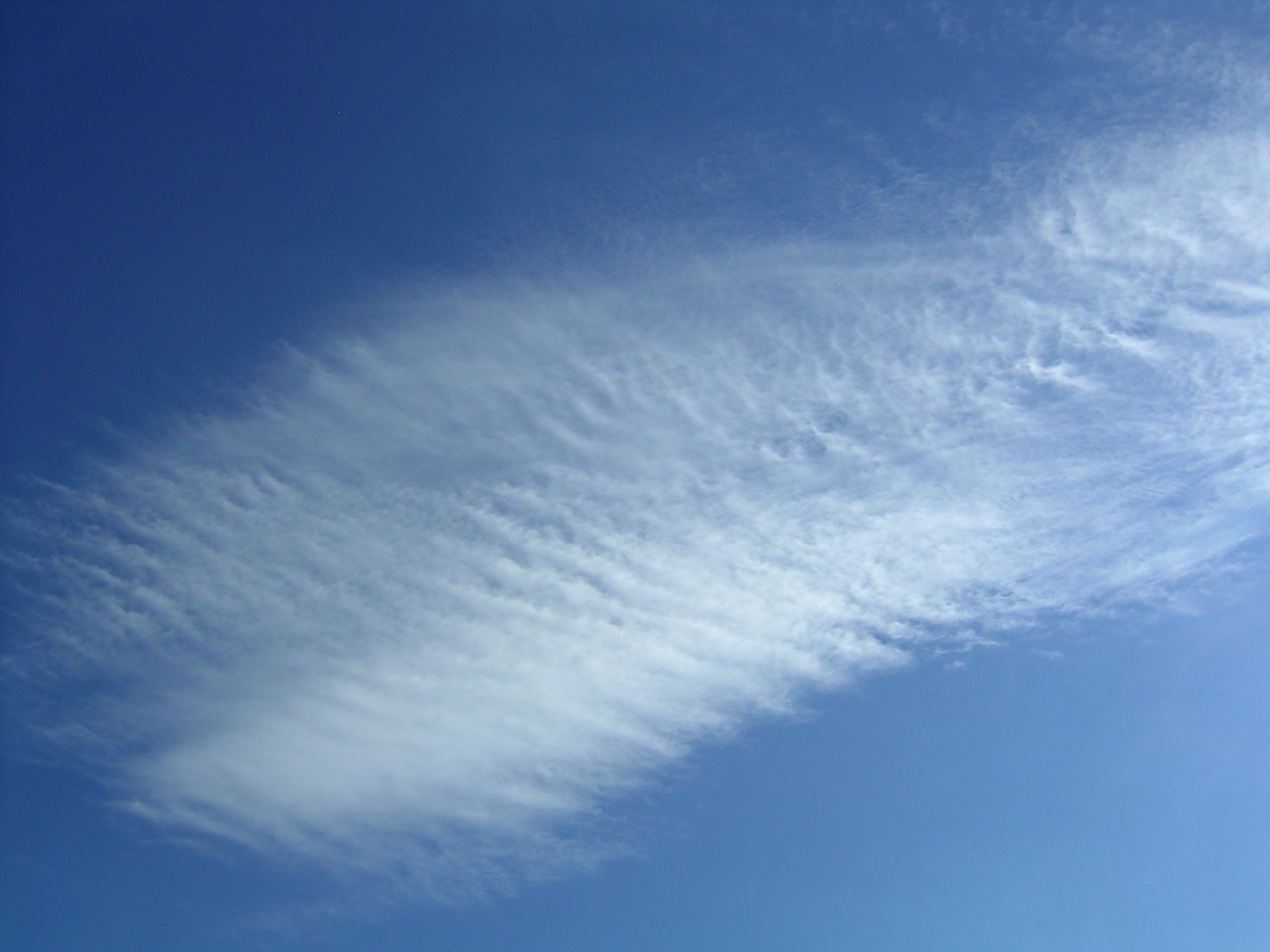
Cirrostratos ondulados
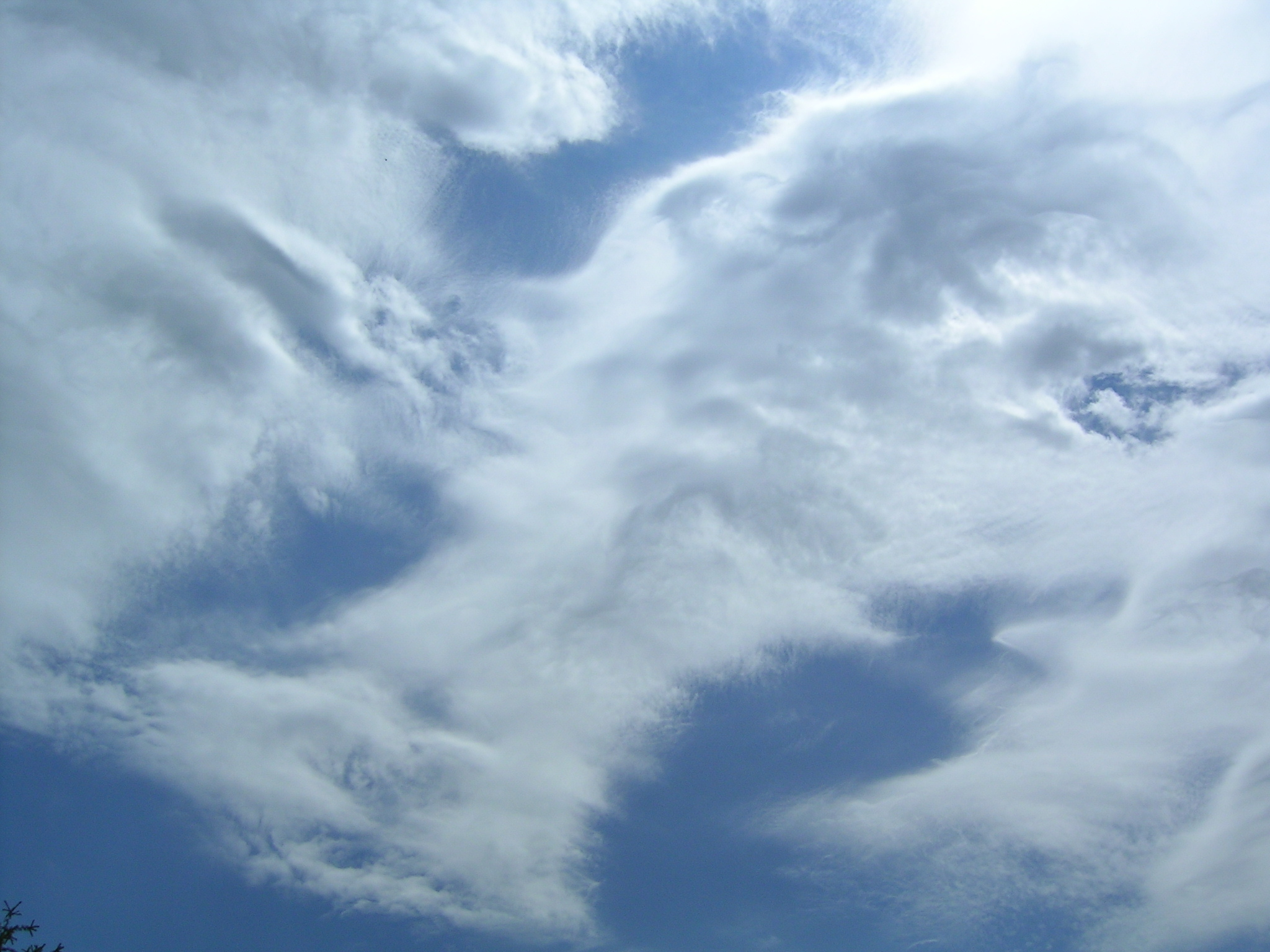
Cirrus spissatus
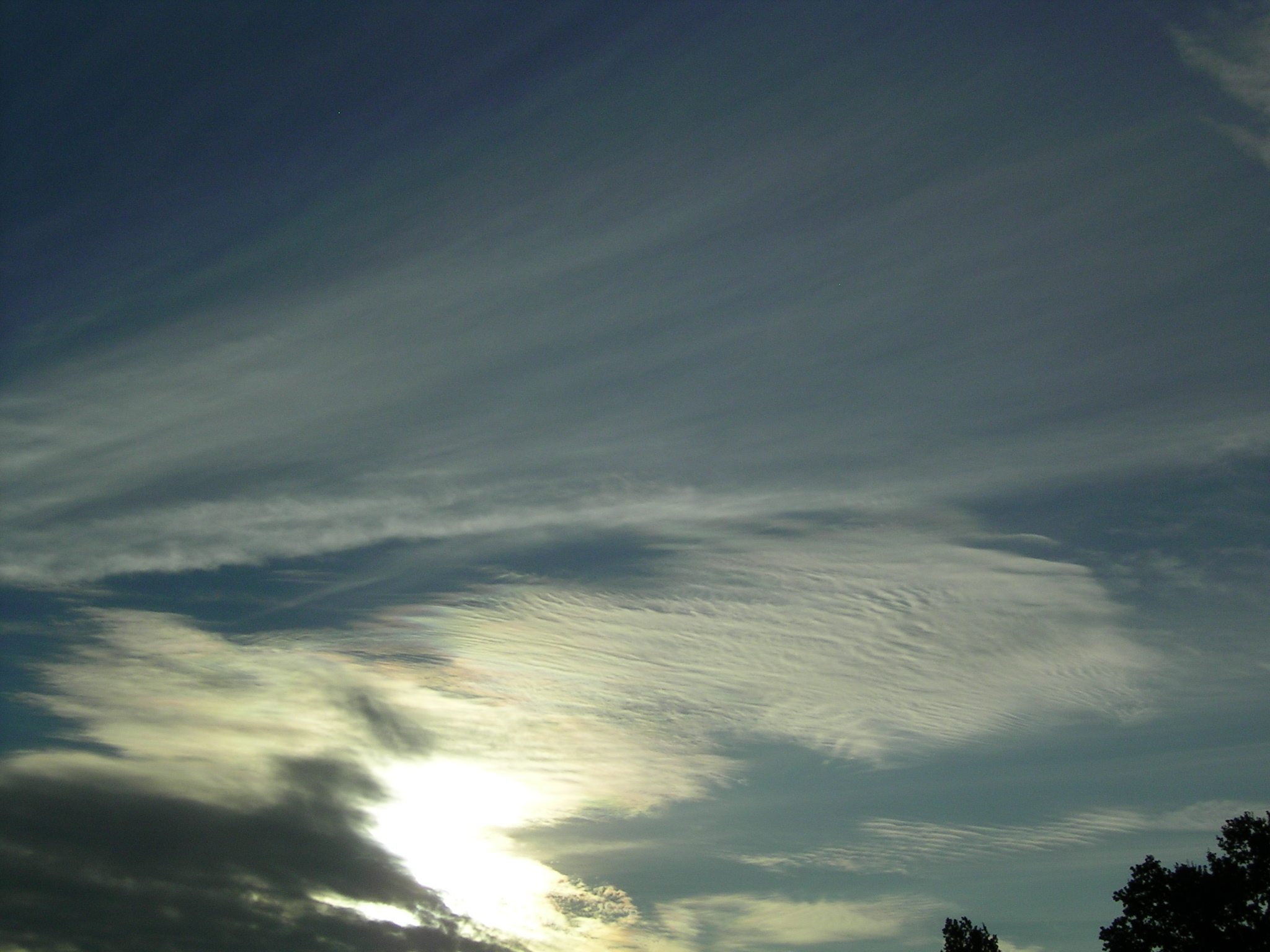
Cirrostratos largos con Cirrus undulatus
Cirrostratos con halo
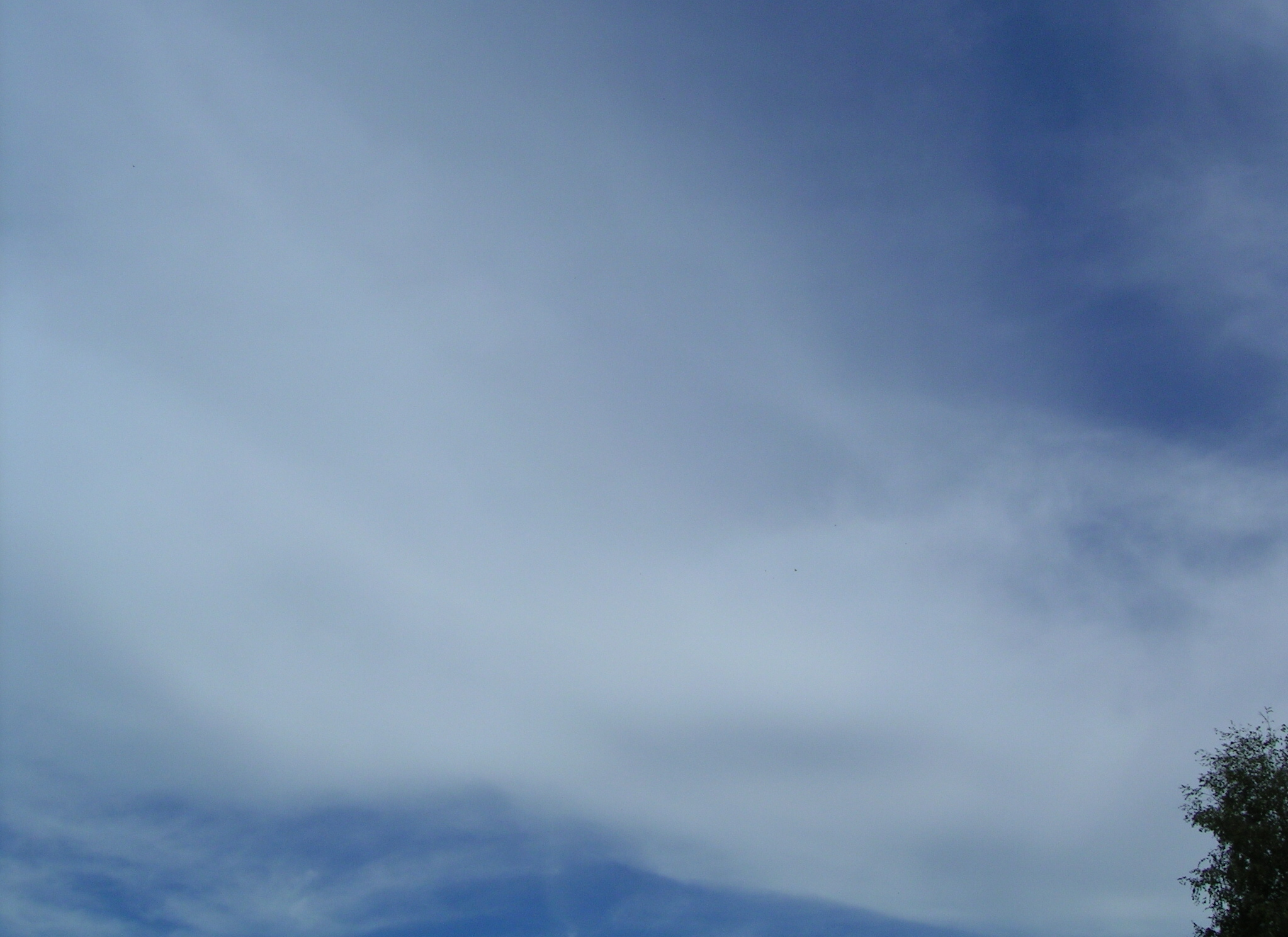
Cirrostratos estratiformes
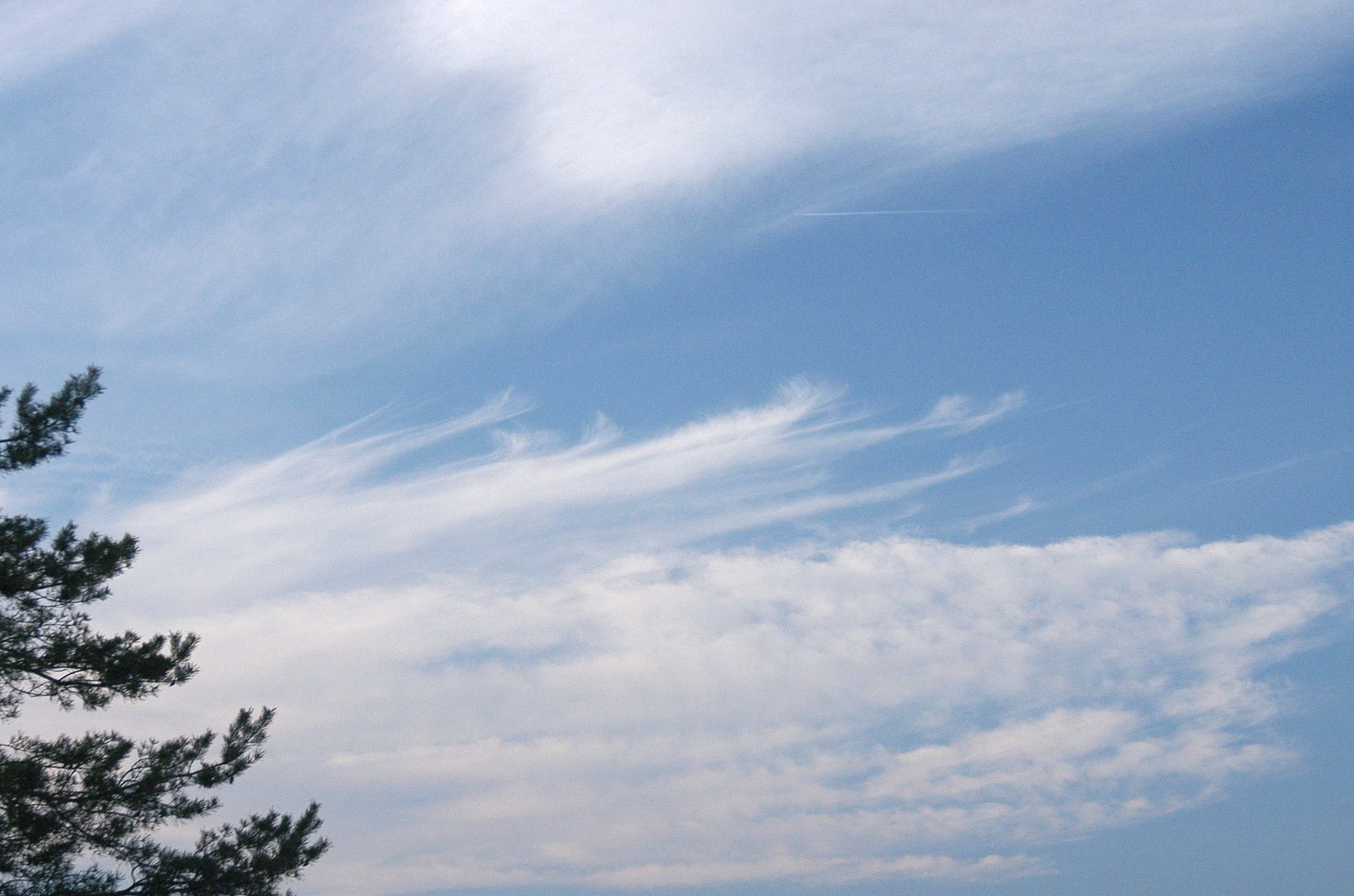
Cirroestratos arriba, Cirros al medio y Cirrocumulos debajo
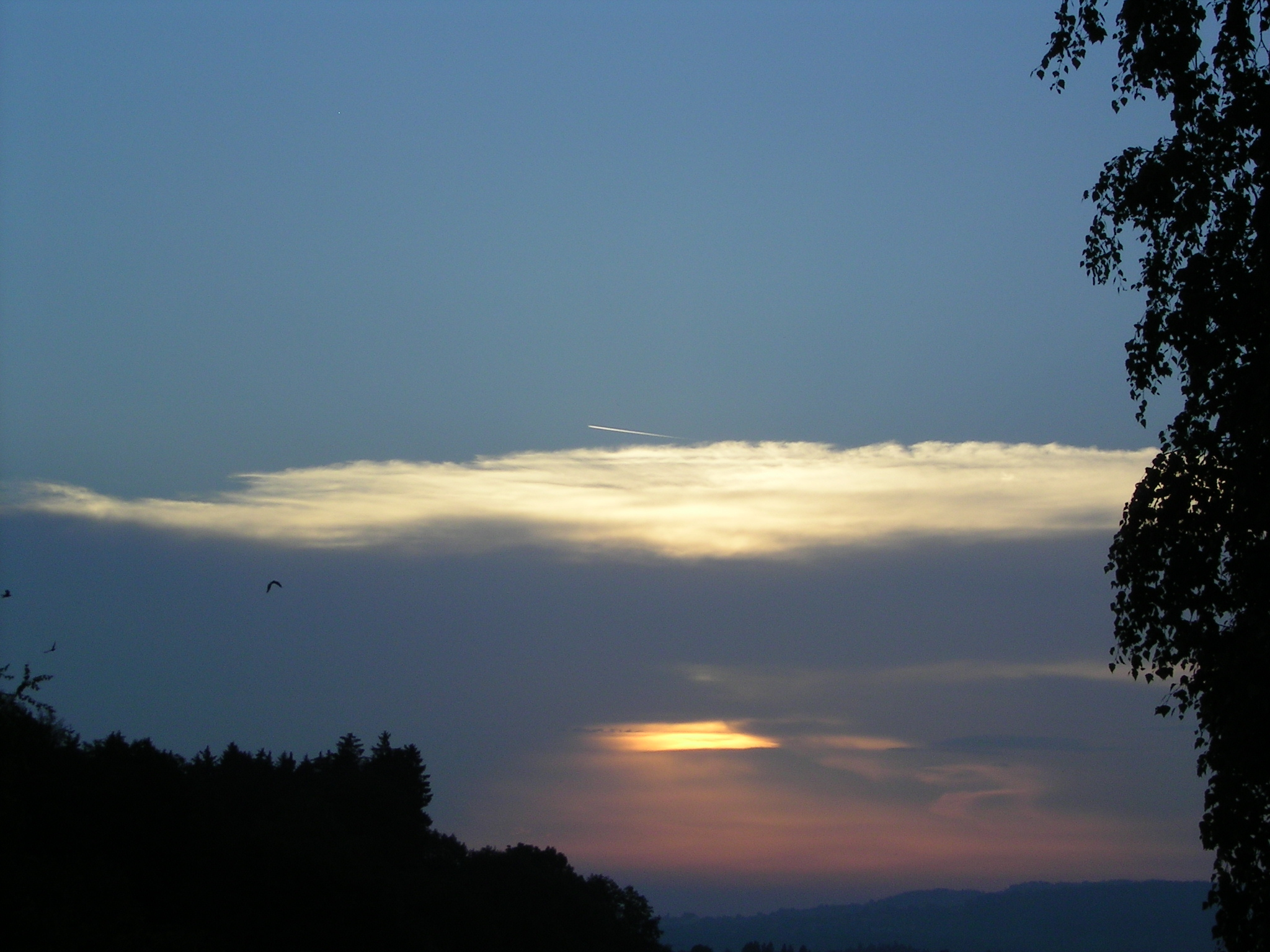
Cirrostratos estratiformes debajo de 45°, CH = 5 (¿o es Altostratos?)
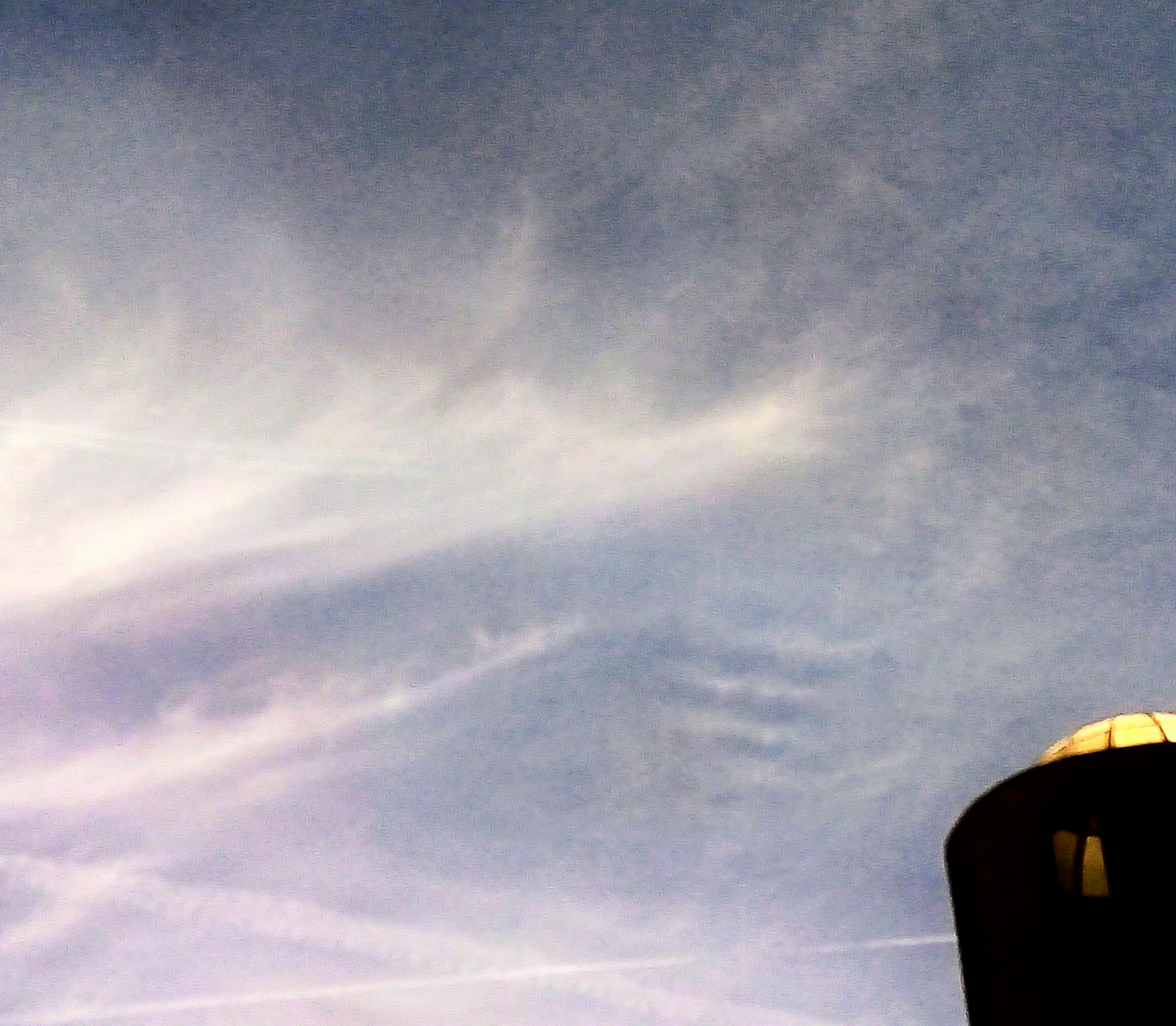
Un pequeño parche de cirrostratos ondulados, con nubes cirros en la izquierda